# Jurământul de fidelitate în teritoriile aflate sub administrația Consiliului Dirigent (1918-1920)
Asupra raportului Președintelui Consiliului Nostru de Miniștri sub No. 2171 din 1918,
Luând act de hotarârea unanima a Adunarii Nationale din Alba Iulia,
AM DECRETAT ȘI DECRETĂM:
Art. I. Ținuturile cuprinse în hotarârea Adunarii Naționale din Alba Iulia de la 18 noiembrie/1 decembrie 1918 sunt și rămân de-a pururea unite cu Regatul României.
Art. II. Președintele Consiliului nostru de Miniștri este însarcinat cu aducerea la îndeplinire a decretului-lege de față.
...după Unirea de la 1918, care este de departe cea mai mare realizare, a urmat introducerea regimului românesc în Transilvania. Acela a fost un moment crucial, când 80% din funcționarii vechiului regim austro-ungar au refuzat jurământul de fidelitate.
Jur pe atotștiutorul Dumnezeu de a fi credincios Regelui Ferdinand I și Statului Român, de a respecta cu sfințenie legile Țării și decretele, ordonanțele Consiliului Dirigent, și de a îndeplini cu onoare, conștiință și nepărtinire funcțiunile ce îmi sunt încredinațate și a păstra secretul oficios. Așa să 'mi ajute Dumenezeu. 
Impunerea prestării de către funcționari a jurământului de fidelitate față de statul român în teritoriile aflate sub administrația Consiliului Dirigent în intervalul 1918-1920 a reprezentat o exprimare a deciziei Regatului României (al cărui mandatar era Consiliul Dirigent) de a-și exercita dreptul de suveranitate națională, în baza Declarației de la Alba Iulia din 1 decembrie 1918 și a decretului-lege de recunoaștere a Unirii din 11 decembrie 1918.
Aceasta a implicat însă în același timp, apariția unei perioade de disfuncționalitate în ceea ce privește funcționarea administrației românești în arealul transilvănean, în primii ani după unirea Transilvaniei cu România. Aceasta s-a datorat atât stării de război în care se găsea Transilvania în anul 1919,  precum și incertitudinii unora cu privire la soarta regiunii, cât și deciziei guvernului Ungariei de a interzice funcționarilor locali să depună jurământ de fidelitate statului român și lipsei de înlocuitori pentru cei care nu acceptau să presteze un astfel de jurământ noului stat, care preluase administrarea teritoriului aflat în cauză.
Această epocă de disfuncționalitate a fost încheiată parțial după semnarea Tratatului de la Trianon, la data de 4 iunie 1920. Prin decizia Consiliului de Miniștri Nr. 1674 din 27 iunie 1920, s‐a acordat un termen de o lună pentru depunerea jurământului și unul de un an pentru cunoașterea limbii române.
„Dl. Filodor mi-a spus [...] că necazul este că România nu are încă format personalul administrativ în număr suficient de mare. Din punct de vedere administrativ, România este un stat foarte tânăr, și chiar Vechiul Regat [este un stat tânăr], și când au avut de administrat o suprafață mai mare s-au confruntat cu lipsa considerabilă a administratorilor potriviți.”—Erik Colban, extras din Note preliminare asupra călătoriei sale în România (1923) înaintate Secretarului General al Ligii Națiunilor

## Context

### Cadrul politic, militar și diplomatic
Spre finalul Primului Război Mondial, Convenția militară de la Belgrad din 13 noiembrie 1918 a stipulat că în teritoriile aparținând statului ungar evacuate de către trupele maghiare, administrația civilă urma să rămână sub autoritatea guvernului de la Budapesta. Odată cu instituirea controlului militar al acestor teritorii de către trupele statelor succesoare ale Ungariei (și chiar mai devreme în comitatele transilvănene cu populație majoritar românească)[A] însă, a început în numele principiului autonomiei naționale și al securității[B] epurarea administrației și instituțiilor de învățământ, de influența maghiară.

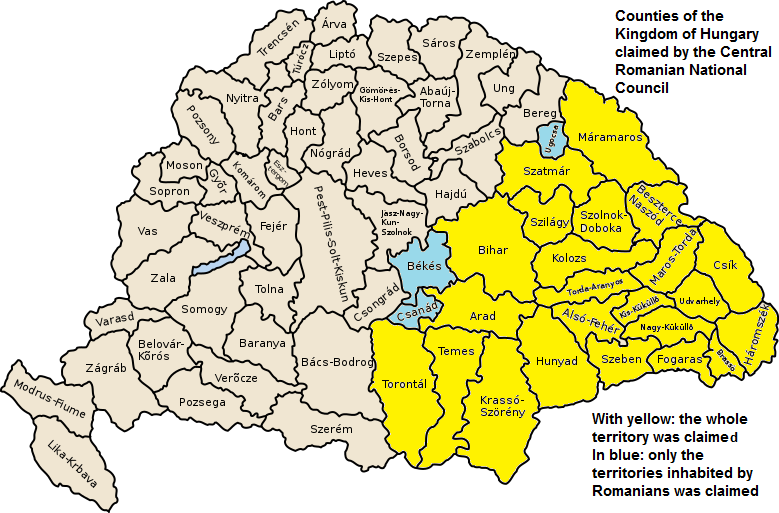
Comitatele Ungariei în care a fost revendicată preluarea efectivă a puterii statale, de către Consiliul Național Român Central

Linia militară de demarcație din Transilvania nu era o frontieră politică definitivă, granițele urmând a fi fixate prin tratative de pace ulterioare. În cazul teritoriilor transilvănene, votul liber al majorității etnice aflat în concordanță cu principiului autodeterminării naționalităților, enunțat în cadrul celor 14 puncte ale președintelui Wilson, a fost consfințit de către Marea Adunare Națională de la Alba Iulia la 1 decembrie 1918, care a hotărât unirea cu România a Transilvaniei, Maramureșului, Sătmarului, Crișanei și Banatului.
Preluarea efectivă a puterii statale în comitatele Ungariei a căror guvernare a fost pretinsă de către Consiliul Național Român Central prin nota diplomatică trimisă la 10 noiembrie 1918, guvernului maghiar, a depins de armata Vechiului Regat, care a fost singura forță capabilă să asigure preluarea și menținerea administrației românești în teritoriile respective. Remobilizată rapid prin Decretul Regal din 10 noiembrie 1918, aceasta a fost trimisă la 16/29 noiembrie 1918 să ocupe aliniamentul demarcațional, în Transilvania, această acțiune fiind precedată de o chemare venită din partea de Comitetului Național Român Central.
Aflându-se în contact permanent, Consiliul Dirigent (aflat la Sibiu) și Marele Cartier General al Armatei României au colaborat pentru coordonare acțiunilor politice și militare de preluare efectivă și etapizată, a puterii statale în Transilvania. În Transilvania istorică, însă, doar 5,4 % dintre funcționarii de stat, 7,4% dintre oficialitățile județene și orășenești și 20,8% din notarii rurali erau români.

### Situația în Banat
Banatul a fost inițial ocupat în mod majoritar de către trupele sârbe, alături de care s-au aflat și trupe franceze. A existat o viziune diferită în ce privește misiunea acestor trupe, teritoriile pe care s-a instalat armata sârbă fiind supuse unui tratament de anexare, care viza instaurarea unei administrații sârbe pentru tot Banatul. Astfel, autoritățile sârbe ale Narodna Uprava (Consiliului Național Sârb) de la Novisad, au cerut depunerea unui jurământ de fidelitate față de statul sârb, dascălilor români. Situația a impus solicitarea prin intermediul Consiliului Dirigent a unei intervenții diplomatice.
De abia în perioada de la sfârșitul lunii iulie și începutul lunii august 1919, trupele sârbe s-au retras din teritoriul bănățean atribuit României.

### Minoritatea maghiară
La fel ca în celelalte state succesoare ale Ungariei, minoritatea maghiară nu a dorit separarea de statul ungar și, ostilitatea mocnită dintre autoritățile de stat și această minoritate a fost însoțită de preocupări privind securitatea națională a respectivelor țări.
Este de remarcat că în Ungaria acelor vremuri, care avea spre diferență de țările din vest industrializate un caracter predominant agrar, clasa de mijloc depindea în mod excesiv de stat. Reprezentând elita și în același timp avangarda intelectuală, era formată în cea mai mare parte din profesioniști și reprezentanți ai micii nobilimi, spre diferență de vestul Europei, unde burghezia era formată în principal de comercianți și industriași. Această dependență excesivă de stat a clasei de mijloc ungare (în 1910 din 300.000 de intelectuali, 182.000 erau birocrați sau lucrau în sectorul public al economiei) a determinat-o să fie extrem de vulnerabilă în cadrul statelor succesoare. Având calificări doar în științe juridice, pentru a preda sau în alte domenii necesare birocrației ori învățământului din Ungaria, pentru funcționari sau profesori pierderea unui post de birocrat sau a unui post didactic însemna în același timp lipsirea de posibilități în ce privește supraviețuirea.

## Evoluția generală

### Poziția autorităților române

Membri ai Consiliului Dirigent.

Atitudinea Regatului României (al cărui mandatar era Consiliul Dirigent), față de autoritățile locale maghiare a fost esențială ca importanță pentru evoluția evenimentelor și a fost asociată cu apariția unor dificultăți semnificative, statul român decizând să-și exercite dreptul de suveranitate națională, bazându-se pe Declarația de la Alba Iulia și pe decretul-lege de recunoaștere a Unirii.
Încă din decembrie 1918, Consiliul Dirigent a decis ca funcționarii să depună un jurământ de fidelitate față de statul român. Acest lucru a fost reconfirmat la 24 ianuarie 1919, când Consiliul Dirigent, aflat la Sibiu, a dat un decret referitor la  „funcționarea în mod provizoriu a serviciilor publice, aplicarea legilor, despre funcționari și întrebuințarea limbilor”. La Articolul 2 acesta prevedea faptul că toți funcționarii numiți sau aleși de orice categorie urmau să rămână în funcțiile lor. De asemenea, din considerații de serviciu și îndeosebi, din punct de vedere a liniștii publice, orice funcționar, judecător sau notar public putea fi pus în disponibilitate, eventual pensionat din oficiu. La Articolul 3 a fost prevăzut faptul că limba oficială în serviciile publice trebuia să fie cea română. În concordanță cu acest decret, în februarie 1919 Resortul Justiției a dat Ordonanța Nr. 121, care s-a referit la punctul 6 la judecători, avocați și notari publici. Aceasta, printre altele, a stipulat faptul că organele judiciare, magistrații, procurorii, avocații și notarii publici, precum și alții, vor trebui să depună un nou jurământ oficios sau o declarație solemnă[C] de credință Regelui Ferdinand și statului român. Cei care ar fi urmat să nu depună imediat jurământul ori declarația solemnă urmau să își piardă atât oficiul cât și dreptul la pensie, iar avocații, notarii publici, precum și alții urmau să nu mai poată funcționa în această calitate. În aceeași zi, o Notă circulară emisă de Resortul cultelor și al instrucțiunii publice a stabilit obligativitatea de a depune jurământul și pentru  membrii corpului didactic, specificând sancțiuni similare în lipsa prestării acestuia. Această obligativitate a fost extinsă de altfel, la toți funcționarii numiți de guvernele maghiare.
Legitimitatea deciziei de exprimare a suveranității naționale la nivelul noilor teritorii s-a aflat însă într-o evidentă opoziție cu dispozițiile Convenției militare de la Belgrad din 13 noiembrie 1918. Conform acesteia, administrația civilă trebuia să rămână sub controlul guvernului maghiar pe toate teritoriile care aparțineau statului ungar. Contestarea dreptului de a pretinde un jurământ de fidelitate din partea administrației civile mai avea un suport și datorită faptului că, numai Conferința de Pace de la Paris urma să decidă în ce privește viitorul teritoriilor aflate în dispută. Mai mult, prevederile stipulate de Convențiile de la Haga din 29 iulie 1899 și 18 octombrie 1907 interziceau trupelor de ocupație să pretindă depunerea jurământului de fidelitate pe un teritoriu cucerit, acest aspect fiind însă depășit prin faptul că jurământul nu era pretins de autoritățile militare românești, ci de cele civile (cu toate că prezența trupelor române în Transilvania avea scopul de a apăra și în cazul în care situația urma să o ceară, de a impune respectarea hotărârii de la Alba Iulia).
Cu toate acestea, măsura în cauză a fost necesară din perspectiva faptului că pe teritoriul transilvănean se desfășura în mod practic un război, la acel moment. Ar fi fost de altfel și ridicol ca statul român să plătească funcționari ostili și infideli.

### Poziția autorităților ungare
Guvernul de la Budapesta nu a recunoscut unirea teritoriilor din Transilvania, Maramureș, Crișana și Banat cu România și a solicitat depunerea unui jurământ de credință statului ungar, de la toate autoritățile comitatense, cercuale și comunale. De asemenea, încă din luna noiembrie 1918, a interzis de principiu funcționarilor săi să depună un jurământ de fidelitate față de Regatul României.
Conflictul a durat mai mulți ani. Per ansamblu, a existat o atitudine ezitantă în ce privește problema jurământului de fidelitate, atât din partea autorităților românești cât și în ceea ce privește funcționarii maghiari. Aceasta s-a datorat atât stării de război în care se găsea Transilvania în anul 1919,  precum și incertitudinii unora cu privire la soarta regiunii, cât și deciziei guvernului Ungariei de a interzice funcționarilor locali să depună jurământ de fidelitate statului român și lipsei de înlocuitori pentru cei care nu acceptau să presteze un astfel de jurământ noului stat, care preluase administrarea teritoriilor aflate în cauză. De asemenea, desele schimbări din capitala Ungariei au avut și ele un rol în determinismul atitudinii oficiale.
Această atitudine ezitantă a avut însă consecințe în ceea ce privește atitudinea populației minoritare. Astfel, pe fondul stării de iritare, de lipsă de informații corecte și de intensă circulație a zvonurilor, o telegramă transmisă la data de 29 martie 1919 gării Dămieni,[D] în care se afirma că autoritățile române nu le mai cer jurământul către statul român lucrătorilor de căi ferate de stat maghiari, a fost interpretată ca o dovadă a faptului că ocupația trupelor române urma să înceteze și a fost scânteia care a a inflamat spiritele, declanșându-se astfel rebeliunea secuilor din depresiunea Praid-Sovata.
La fel ca și cei obligați de Iugoslavia sau Cehoslovacia să depună jurământ de fidelitate, oficialii din Transilvania au solicitat îndrumări și instrucțiuni administrației centrale. Datorită faptului că respectivele solicitări au fost rezolvate de către funcționari inferiori ai diverselor ministere, au rezultat în consecință instrucțiuni contradictorii, care au mărit confuzia în teritoriu. După dezbateri aprinse, guvernul Mihály Károlyi a acceptat faptul că funcționarii săi să poată depune aceste jurăminte sub constrângere și un timp, administrația centrală de stat maghiară a sprijinit în măsura posibilităților din punct de vedere material, pe acei slujbași care refuzaseră să depună jurământul.

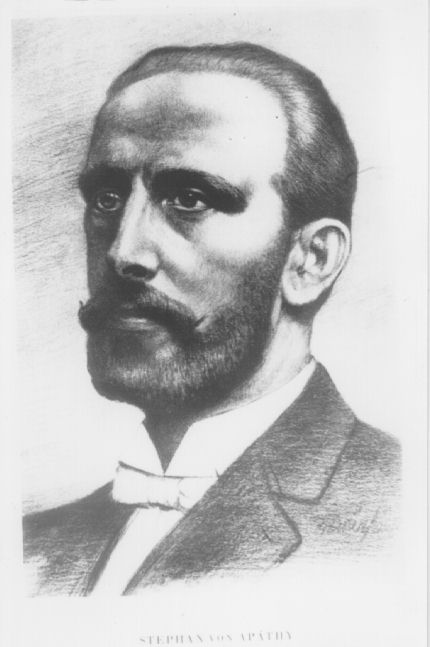
István Apáthy, Comisar General al Comisariatului Guvernamental pentru Ungaria de Răsărit

În calitate de Comisar General al Comisariatului Guvernamental pentru Ungaria de Răsărit din Cluj, profesorul István Apáthy a fost asigurat de către guvernul ungar că va primi tot sprijinul necesar în ce privește organizarea rezistenței funcționarilor. Cu scopul de a convinge funcționarii de acest sprijin, Apáthy a cerut trimiterea unei telegrame care să-i asigure pe cei care refuzau să depună jurămîntul de credință, că nu vor fi părăsiți.
O delegație formată din câțiva șefi de departamente ale comisariatului, avându-l drept conducător pe fostul președinte al baroului din Cluj, dr. József Papp, s-a deplasat la mijlocul lunii ianuarie 1919 la Sibiu pentru a discuta cu membrii Consiliul Dirigent, o modalitate care să fie acceptabilă pentru ambele părți, în ceea ce privește depunerea jurămîntului de credință. Apáthy, care nu recunoștea autoritatea Consiliului Dirigent, deși nu s-a opus acestei inițiative a refuzat să meargă el însuși la Sibiu, solicitând respectivei delegații să nu dea întrevederii un caracter oficial. Această delegație a avansat, fără succes, ideea ca funcționarii maghiari să nu aibă obligația de a presta un jurămînt de credință pînă la încheierea tratativelor de pace și a propus ca alternativă prestarea unui simplu legământ funcționăresc.
În mod concret au existat și alte motivații care au avut influență asupra conduitei urmate de către funcționari. Astfel, aceștia depuseseră anterior un jurământ față de guvernul ungar și exista părerea că autoritatea românească era doar temporară[E]. Mai mult, acest act ar fi servit delegației românești de la Paris ca dovadă a aderării populației de etnie maghiară la noul stat. De asemenea, liderii bisericilor maghiare se aflau de aceeași partea cu autoritățile ungare, dând sfaturi în același sens.

### Situația din teritoriu
Conform istoricul maghiar Zoltán Szász, majoritatea funcționarilor publici ar fi fost totuși de acord să-și ia un angajament, fără a depune însă un jurământ de fidelitate atât timp cât situația juridică a teritoriului nu ar fi fost clarificată. Fenomenul  de refuz a fost nuanțat însă în plan teritorial și temporal, pe fondul situației locale existente în mod concret și al dificultăților vieții. Astfel, în unele locuri sau instituții funcționarii maghiari au refuzat în bloc să depună jurământul, în timp ce în altele s-a întâmplat invers, sau situația nu a fost eminamente tranșantă într-un sens sau în altul. Au fost de asemenea atât cazuri de refuz inițial urmate de părăsirea posturilor, urmate de reveniri individule cu cereri de reprimire în funcții, cât și cazuri de depunere a jurământului urmate de părăsirea posturilor. Pe de altă parte o parte din funcționarii care ar fi trebuit să fie îndepărtați din funcții pentru că nu acceptaseră depunerea jurământului, au fost menținuți pe posturi. Au existat și cazuri în care unii dintre funcționarii îndepărtați au fost declarați persona non grata, oferindu-li-se o perioadă scurtă de timp pentru a părăsi țara. Per ansamblu însă, cu excepția unor excese sau nedreptăți individuale, funcționarii care au dorit să rămână și au depus jurământul și-au păstrat posturile.
Funcționarii, profesorii și magistrații maghiari care și-au pierdut posturile au avut la dispoziție numai două opțiuni, fie să accepte muncile cele mai umile, fie să se refugieze în Ungaria. Un timp o partea dintre aceștia au putut supraviețui prin muncă fizică sperând la revenirea vremurilor în care exista stăpânirea ungară, dar cu timpul cei mai mulți au ales calea refugiului. Astfel, din anul 1918 a apărut o acțiune de părăsire a teritoriului transilvănean de către funcționarii de stat. În Sibiu, de exemplu, dintre maghiarii care plecaseră până în 1923, majoritatea erau funcționari sau mici comercianți, al căror trai pe plan local fusese condiționat de prezența trupelor și autorităților maghiare. Pe de altă parte, astfel cum s-a întâmplat în Cluj, sosirea noilor funcționari de stat sau profesori a generat o criză de locuințe, acoperită prin emiterea unor ordine de rechiziție care au vizat redistribuirea locuințelor unor membri ai corpului local maghiar de funcționari și cadre didactice. Fiind obligate să elibereze casele fără a putea obține ulterior permise de ședere în alte localități, pentru aceste persoane pierderea locuinței a echivalat cu expulzarea din țară.[F]
În contextul încadrării pe locurile rămase libere prin plecarea angajaților maghiari a unui număr mare de funcționari publici care erau lipsiți de experiență practică precum și de expertiză specifică administrației publice, Consiliul Dirigent inițial și ulterior administrația centrală de stat a României, au organizat cursuri de pregătire profesională pentru domeniile principalele ale administrației locale.

### Statele succesoare ale Ungariei: asemănări și diferențe
Destituirea conducerii administrației civile ungare în teritoriile evacuate de către trupele maghiare a fost o acțiune, care s-a întâmplat în toate statele succesoare ale Ungariei.

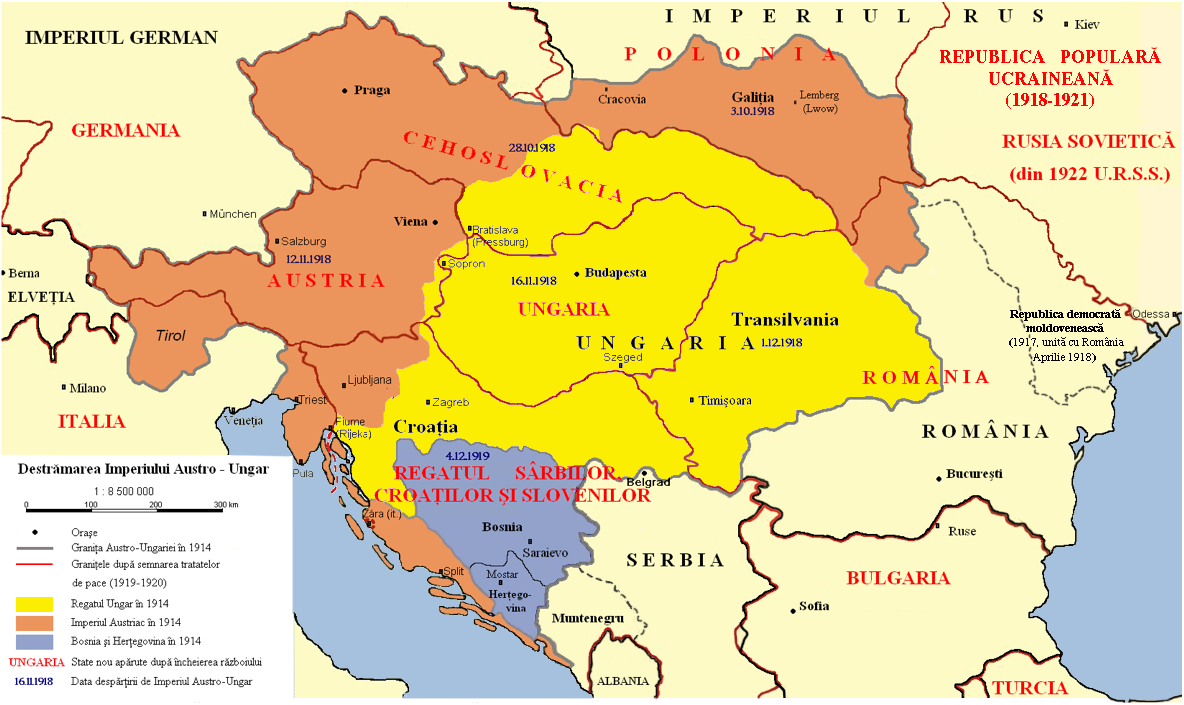
Statele succesoare ala Austro-Ungariei.

În calitate de state succesoare, Iugoslavia și Cehoslovacia au impus și ele jurăminte de fidelitate față de noile regimuri, mai înainte ca situația juridică a teritoriilor respective să fi fost clarificată. România s-a comportat însă – cel puțin pentru început, mai generos cu marea masă a funcționarilor, decât cei doi vecini. Similar celorlalte petrecute în celelalte două țări, o mare parte dintre funcționarii care nu au depus jurământul sau au manifestat rezistență și-au pierdut posturile. De asemenea, deși au existat elemente de rezistență activă, totuși aceasta nu a atins magnitudinea celei din Slovacia, unde în sectorul poștal și la nivelul căilor ferate au existat greve. Cea mai mică rezistență s-a înregistrat în Voivodina, unde birocrația locală nu avea origini în nobilimea indigenă sau era transplantată din altă parte.
România, ca și Slovacia, a suferit de un deficit de funcționari calificați. Dacă în Voivodina funcționarii maghiari au fost rapid înlocuiți de cei veniți din regatul sârb, în Slovacia deficitul de funcționari slovaci a fost acoperit de excedentul de funcționari cehi din Boemia de abia în 1919, după ce funcționarii maghiari au trebuit să asigure continuitatea funcționării administrației și rezerva de foști funcționari ai statului austriac, reveniți din metropola fostului imperiu în căutarea unui loc de muncă, a fost disponibilă. România nu a avut însă altă alternativă pentru a ocupa posturile care ar fi rămas libere, până când sistemul său propriu de educație s-a românizat și s-a organizat, astfel încât să poată produce prima generație de absolvenți. Între timp, administrația a trebuit să se bazeze pe vechiul personal.
Cerințele legate de folosirea noii limbi oficiale pentru fiecare dintre teritorii au fost cel mai strict aplicate în Voivodina. În Cehoslovacia li s-a dat funcționarilor un an pentru a învăța limba.
Proporția în care funcționarii maghiari au fost înlocuiți în Transilvania nu a atins niciodată valorile din Voivodina sau Slovacia, cu atât mai mult în zonele transilvănene cu o proporție mare a elementului maghiar (comitatele Ciuc, Odorhei, Trei Scaune, Mureș-Turda), unde o administrație pur românească ar fi fost neeficientă. Părăsirea teritoriilor încorporate noilor state de către funcționari s-a petrecut în toate aceste zone, cea mai rapidă fiind în Voivodina. Aici cea mai mare parte dintre oficialități, în special înalții funcționari, s-au refugiat încă dinainte de sosirea trupelor sârbe.

## Particularitățile
Trebuind totuși să renunțe la vechea administrație, pe a cărei loialitate nu se putea sprijini, noul regim nu a avut o rezervă de cadre corespunzătoare, pentru a ocupa posturile eliberate. Multe persoane necalificate au ajuns astfel în posturi de răspundere și au profitat de vremuri acționând cât se poate de arbitrar, în multe cazuri. Mita și corupția care au ajuns deseori să se asocieze acestui fapt au generat o stare de lucruri care, deși nu a corespuns intențiilor administrației centrale românești, totuși nu a existat posibilitatea să fie stopată.
Maniera fragmentară, arbitrară și fără coordonare ori supraveghere eficientă de către guvernul central cu care s-a făcut înlocuirea funcționarilor, a fost un alt motiv care a dat naștere la un nivel considerabil de corupție și abuzuri pentru funcționarii aflați la niveluri inferioare, ceea ce în speță a reprezentat adesea un lucru care sa dovedit favorabil pentru populația maghiară. Extrem de prost plătiți, funcționarii oficiali români au fost adesea dispuși să închidă ochii la ordinele guvernului și să facă excepții contra unor sume mici, primite ca mită, ori de câte ori li se părea aceasta convenabil.

### Administrația publică
A fost posibilă numirea unor români în funcții de prefecți, subprefecți și de șefi pe la anumite servicii publice locale, dar a fost imposibil să fie acoperit necesarul de funcționari de la diversele servicii. Cea mai accentuată lipsă s-a dovedit a fi aceea a notarilor comunali, care reprezentau autoritățile centrale în comunele rurale, cu atât mai mult cu cât majoritatea notarilor români au migrat spre orașe, cu scopul de a participa la asaltul desfășurat asupra acestor citadele minoritare.
Pe termen scurt, deficitul de notari în mediile atât urban cât mai ales rural nu a putut fi acoperit, chiar dacă intelectualilor români li s-a făcut apelul de a intra în administrație și s‐au solicitat funcționari din Vechiul Regat. În lipsă de alte soluții s‐au organizat cursuri scurte și intensive, cum a fost cel organizat în 1921 de către Ministerul de Interne pentru pregătirea candidaților de notar comunal. Încă din 1923 au apărut însă regretele că recrutarea notarilor se făcuse de-a valma și la repezeală, fără ca mulți dintre aceștia să îndeplinească condițiile necesare, în special de studii. Acești notari făcuți pe bandă rulantă au rămas totuși în sistemul administrativ, dar au fost plătiți mai prost și au trebuit să suporte desconsiderarea celor mai bine pregătiți profesional.
Similar, Resortul Finanțelor din cadrul Consiliului Dirigent a organizat cu începere din luna martie 1919 cursuri financiare de 8 săptămâni pentru conțopiștii financiari, funcționarii de contabilitate și perceptorat de stat. Au fost primiți astfel pe lângă absolvenții facultăților de drept și cei cu cel puțin 8 clase medii sau care absolviseră cursul de notar ori aveau alte calificări corespunzătoare și depuseseră examenul de maturitate. De asemenea, la cursurile de contabilitate și perceptorate de stat au fost admiși cei care absolviseră cel puțin patru clase medii.

### Sistemul judiciar
Jurisdicția statului român asupra instanțelor judiciare s-a extins treptat. În prima etapă prin Ordonanța Nr. 121 din februarie 1919 jurisdicția s-a extins asupra celor 15 comitate aflate sub controlul efectiv al Consiliului Dirigent (Alba de Jos, Bistrița-Năsăud, Brașov, Ciuc, Cluj, Făgăraș, Hunedoara, Mureș-Turda, Odorhei, Sibiu, Solnoc-Dăbâca, Târnava-Mare, Târnava-Mică, Trei Scaune, Turda-Arieș), acest act prevăzând și obligația personalului juridic (magistrați, procurori, avocați, notari publici) de a depune către statul român un jurământ de fidelitate. La 18 iunie 1918 Ordonanța 1200 a extins autoritatea Resortului Justiției asupra comitatelor Arad, Bihor, Maramureș, Sătmar, Sălaj și Ugocea, iar la 9 august 1919 Ordonanța 6267 a extins autoritatea acestuia asupra comitatelor  Caraș-Severin, Timiș-Torontal, Cenad și Bichiș.

### Învățământul
În anul 1918, statul ungar ajunsese să  dețină  aproape în mod exclusiv învățământul superior și liceal, precum și o bună parte din cel primar și secundar.
Deși mulți profesori au refuzat să depună jurământul, au fost menținuți pe posturi în anul școlar 1918/1919 și dați afară la începutul anului școlar 1919/1920. Cadrele didactice maghiare care au depus jurământ de loialitate față de statul român au fost menținute, alături de acestea fiind însă adus personal didactic insuficient calificat (pensionari, studenți, funcționari, etc) în condițiile lipsei acute de personal cu calificare corespunzătoare. Încercându-se recrutarea de personal, s-au organizat cursuri scurte și intensive de vară în perioada 1919-1920, la Cluj și în alte orașe transilvănene. Respectivii ar fi trebuit ulterior să-și continuie studiile, dar acest lucru s-a întâmplat rareori. Efectul acestei măsuri temporare, devenită definitivă, a fost pe de o parte reprezentat de discreditarea sistemului educațional românesc, iar pe de altă parte dascălii respectivi au fost priviți ca inferior de către colegii lor și au fost plătiți mai prost.

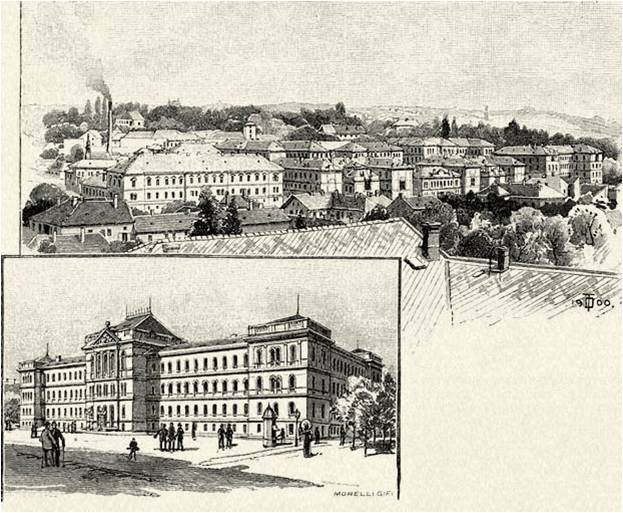
Universitatea Franz Josef din Cluj

Un loc particular l-a ocupat Universitatea din Cluj, care fusese cea de‐a doua mare universitate din Ungaria. În mai 1919 profesorii săi maghiari au fost destituiți, ca urmare a refuzului de a presta jurământul față de Regatul României. Preluarea instituției de către români a fost astfel un motiv de tensiune majoră româno-maghiară, reorganizarea sa făcându-se în următoarele luni ca urmare a unui efort major al lumii academice românești. Academia de Drept din Oradea a avut o evoluție similară.

### Întreprinderile de stat
Lucrătorii și funcționarii întreprinderilor de stat au fost supuși acelorași condiționări, care au afectat mai ales serviciile poștale sau căile ferate, dar și monopolurile de stat, cum ar fi cel al sării și tutunului.
Este de remarcat că, Transilvania s-a remarcat printr-o retenție mai mare a funcționarilor maghiari, față Slovacia sau Voivodina.

### Sistemul de sănătate și ocrotiri sociale
Încă din luna mai 1919, la inițiativa Resortului Ocrotirilor Sociale din cadrul Consiliului Dirigent s-au făcut cursuri de pregătire profesională pentru surori de ocrotire în Sibiu, Târgul Mureș și Cluj, de 5 luni.

### Cultele
Pe fondul ostilității manifeste a bisericilor maghiare (catolică, calvină și unitariană) față de statul român, de abia în primăvara anului 1921 episcopii maghiari din Transilvania și Banat au prestat jurământul de fidelitate. Ca efect, au început să sosească și sumele din bugetul de stat, cuvenite respectivelor culte religioase.

## Evoluția după Tratatul de la Trianon

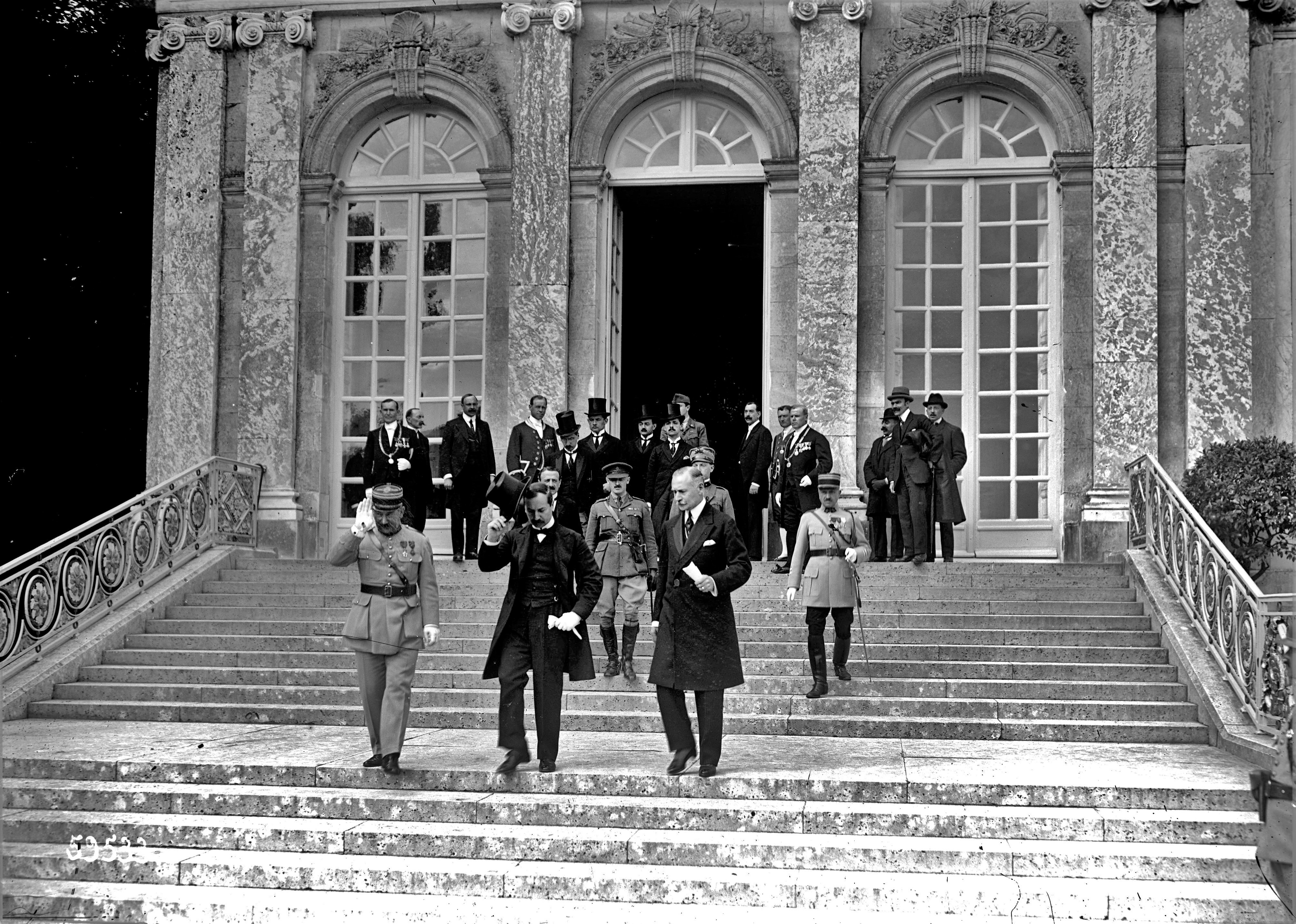
Plecarea delegației ungare după semnarea Tratatului de la Trianon.

Reglementarea definitivă a problemei a survenit după semnarea Tratatului de la Trianon, la data de 4 iunie 1920. Prin decizia Consiliului de Miniștri Nr. 1674 din 27 iunie 1920, s‐a acordat un termen de o lună pentru depunerea jurământului și unul de un an pentru cunoașterea limbii române. Cel de-al doilea termen s-a dovedit însă, nerealist și tentativele autorităților române din prima jumătate a anilor 1920 de a‐i obliga pe funcționarii cu proveniență etnică  minoritară de a susține un examen de limba română, s‐au dovedit în general lipsite de succes.
Majoritatea funcționarilor inferiori, după  prestarea jurământului de fidelitate și‐au păstrat posturile. Explicația principală este că pur și simplu nu existau înlocuitori români, pentru marea masă de funcționari maghiari. Cu toate acestea, românii au atribuit starea de fapt bunăvoinței și sentimentului lor de dreptate, în timp ce maghiarii au atribuit-o lipsei de capacitate a statului român de a menține și administra Transilvania. Totuși, mulți funcționari maghiari confruntați cu incertitudinile aduse de noua situație, cu deteriorarea nivelului de trai ca urmare a corecțiilor salariale și cu diverse umilințe impuse de faptul că se aflau la dispoziția noilor înalți funcționari locali, au ales dreptul precizat de Tratatul de la Trianon de a părăsi România, în termen de un an de la ratificarea sa.
Cursurile gratuite de limba română pentru funcționarii minoritari nu au avut succes, fie din rea-voință, fie din neputință, cu toate că au fost și cazuri lăudabile în care aceștia au depus eforturi mari încununate cu succes, în acest sens. De regulă, în organizarea și desfășurarea examenelor de cunoaștere a limbii române de către funcționarii minoritari a fost manifestată înțelegere, la început. Deși respectiva dispoziție oficială privind obligativitatea cunoașterii limbii oficiale nu s-a aplicat cu strictețe decât din anii 1930 (primele examene serioase de limbă română au fost organizate de abia după 15 ani), au existat totuși anumite situații (fără ca acestea să fie frecvente) de destituire din acest motiv, încă din anii 1920.
În ce privește problema pensiilor foștilor funcționari care refuzaseră depunerea jurământului, în 1928 argumentul precum că  jurământul fusese solicitat înainte de a exista o bază legală a căpătat un rol suficient de mare, astfel încât guvernul Maniu să accepte plata pensiilor către funcționarii care au depus respectivul jurământ, câțiva ani mai târziu.
Unii dintre funcționarii destituiți au dat în judecată statul român, însă fără succes. Astfel, în anul 1934 Tribunalul Arbitral Mixt româno‐maghiar (instanță menită să judece litigiile apărute ca urmae a aplicării Tratatului de la Trianon) s‐a declarat incompetent să judece cazul. De asemenea, au rămas în sistem funcționari maghiari al căror comportament, disprețuitor față de români și colaboraționist cu autoritățile budapestane, a fost de parcă unirea din 1918 nu avusese loc și România urma să se dezintegreze dintr-un moment într-altul. Înlocuirea lor în masă nu s-a produs decât în anii 1930.[H] Aceasta s-a făcut pe măsură ce sistemul de educație, care fusese pus în funcțiune la începutul anilor 1920, a generat o alternativă reală prin producerea unor absolvenți suficient de numeroși și de bine pregătiți.